# Pawlacz

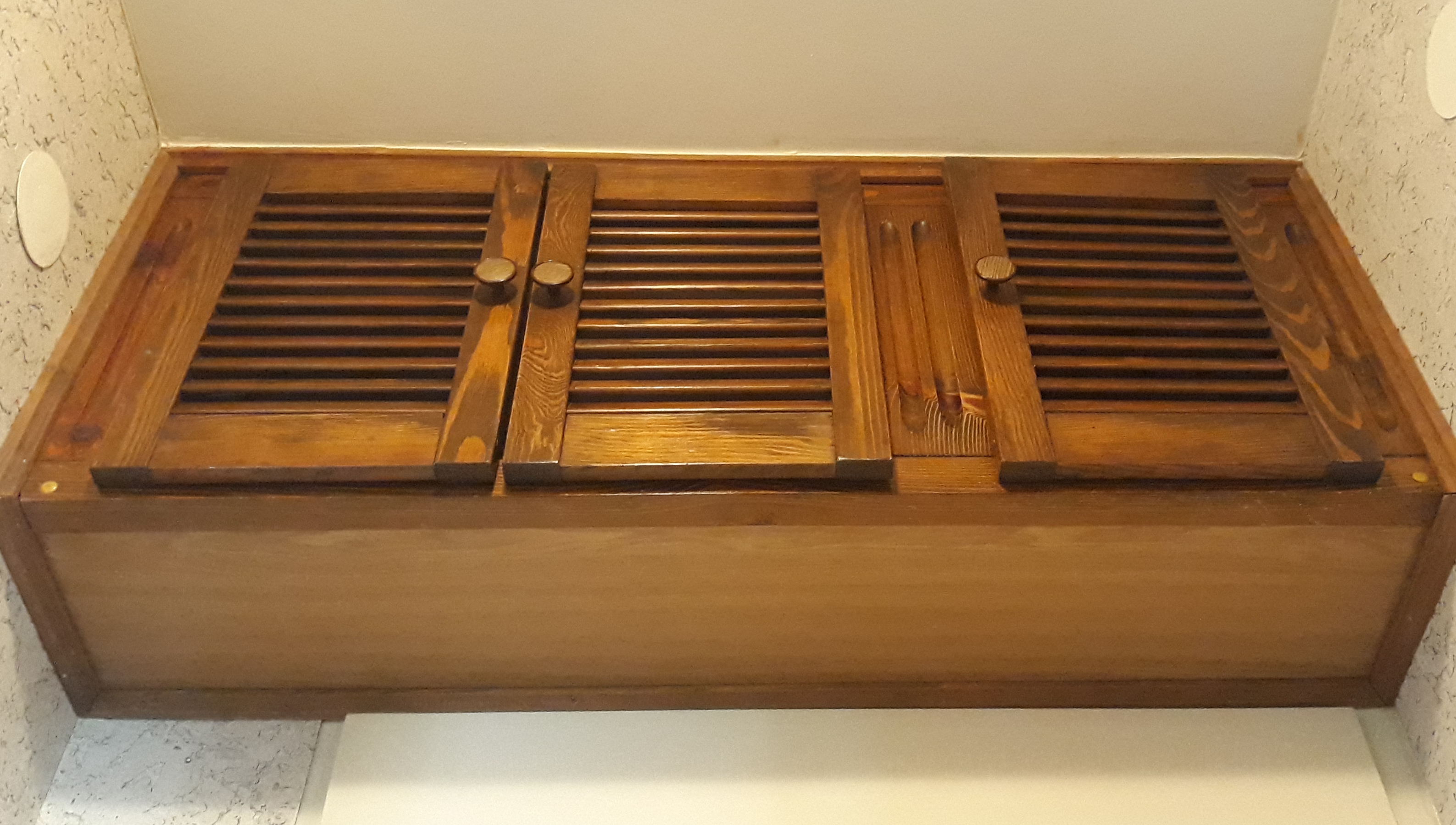
Pawlacz w mieszkaniu

Pawlacz (cz. pavlač – „balkon, galeria”) – rodzaj schowka w postaci szafki montowanej pod sufitem. Szczególnie przydatny jest do przechowywania rzadziej używanych rzeczy w niewielkich mieszkaniach. Często umieszczany w przedpokoju, zwłaszcza nad drzwiami wejściowymi. Jest wciąż stosowanym rozwiązaniem.